# Championnats d'Europe d'athlétisme en salle 2013
Navigation
La 32e édition des championnats d'Europe d'athlétisme en salle se déroule du 1er au 3 mars 2013 au Scandinavium de Göteborg, en Suède. La compétition, organisée sous l'égide de l'Association européenne d'athlétisme et de la Fédération suédoise d'athlétisme, comporte vingt-six épreuves, 13 masculines et 13 féminines.

## Organisation

### Sélection de la ville hôte
Göteborg est désigné ville hôte de ces championnats le 15 octobre 2007 à l'issue du congrès de l'Association européenne d'athlétisme (AEA) tenu à Malte. La compétition se déroule pour la troisième fois dans cette ville après les éditions 1974 et 1984. Les épreuves se déroulent au Scandinavium, deuxième plus grande enceinte sportive couverte de Suède ayant notamment accueilli le championnat du monde de hockey sur glace ou encore la finale de la Coupe Davis.

### Calendrier
| S | Séries | Q | Qualifications | ½ | Demi-finales | F | Finale |

| Date →           | 28/02 | 01/03 | 01/03 | 01/03 | 02/03 | 02/03 | 02/03 | 03/03 | 03/03 | 03/03 |
| Épreuve ↓        | Soir  | Matin | Soir  | Soir  | Matin | Soir  | Soir  | Matin | Soir  | Soir  |
| ---------------- | ----- | ----- | ----- | ----- | ----- | ----- | ----- | ----- | ----- | ----- |
| 60 m             |       |       | S     |       |       | ½     | ½     |       | F     | F     |
| 400 m            |       | S     | ½     | ½     |       | F     | F     |       |       |       |
| 800 m            |       |       | S     | S     |       | ½     | ½     |       | F     | F     |
| 1 500 m          |       |       |       |       |       | S     | S     |       | F     | F     |
| 3 000 m          |       | S     |       |       |       | F     | F     |       |       |       |
| 60 m haies       |       | S     | ½     | F     |       |       |       |       |       |       |
| 4 × 400 m        |       |       |       |       |       |       |       |       | F     | F     |
| Saut en hauteur  |       |       | Q     | Q     |       | F     | F     |       |       |       |
| Saut à la perche |       |       | Q     | Q     |       | F     | F     |       |       |       |
| Saut en longueur |       | Q     |       |       |       | F     | F     |       |       |       |
| Triple saut      |       | Q     |       |       |       |       |       | F     | F     |       |
| Lancer du poids  | Q     |       | F     | F     |       |       |       |       |       |       |
| Heptathlon       |       |       |       |       | F     | F     | F     | F     | F     | F     |

| Date →           | 28/02 | 01/03 | 01/03 | 01/03 | 02/03 | 02/03 | 02/03 | 03/03 | 03/03 | 03/03 |
| Épreuve↓         | Soir  | Matin | Soir  | Soir  | Matin | Soir  | Soir  | Matin | Soir  | Soir  |
| ---------------- | ----- | ----- | ----- | ----- | ----- | ----- | ----- | ----- | ----- | ----- |
| 60 m             |       |       |       |       | S     | ½     | ½     |       | F     | F     |
| 400 m            |       | S     | ½     | ½     |       | F     | F     |       |       |       |
| 800 m            |       |       | S     | S     |       | ½     | ½     |       | F     | F     |
| 1 500 m          |       |       | S     | S     |       | F     | F     |       |       |       |
| 3 000 m          |       |       |       |       | S     |       |       |       | F     | F     |
| 60 m haies       |       | S     | ½     | F     |       |       |       |       |       |       |
| 4 × 400 m        |       |       |       |       |       |       |       |       | F     | F     |
| Saut en hauteur  |       |       |       |       | Q     |       |       |       | F     | F     |
| Saut à la perche |       |       |       |       | Q     |       |       |       | F     | F     |
| Saut en longueur |       | Q     |       |       |       |       |       |       | F     | F     |
| Triple saut      |       | Q     |       |       |       | F     | F     |       |       |       |
| Lancer du poids  |       |       | Q     | Q     |       |       | F     | F     |       |       |
| Pentathlon       |       | F     | F     | F     |       |       |       |       |       |       |

## Participation
578 athlètes (320 hommes et 258 femmes) issus de 47 nations membres de l'Association européenne d'athlétisme (EAA) prennent part à la compétition. Le nombre d'engagés par pays est indiqué entre parenthèses.
| - Albanie (3) - Allemagne (28) - Andorre (1) - Arménie (2) - Autriche (5) - Azerbaïdjan (2) - Biélorussie (12) - Belgique (13) - Bosnie-Herzégovine (2) - Bulgarie (13) - Croatie (8) - Chypre (4) - Danemark (6) - Espagne (27) - Estonie (7) - Finlande (11) | - France (32) - Géorgie (3) - Gibraltar (2) - Grèce (12) - Hongrie (7) - Islande (2) - Irlande (11) - Israël (2) - Italie (40) - Lettonie (10) - Lituanie (4) - Macédoine du Nord (1) - Malte (1) - Moldavie (1) - Monaco (1) - Pays-Bas (13) | - Norvège (12) - Pologne (21) - Portugal (13) - Tchéquie (21) - Roumanie (18) - Royaume-Uni (29) - Russie (51) - Saint-Marin (1) - Serbie (4) - Slovaquie (11) - Slovénie (7) - Suède (40) (Pays hôte) - Suisse (6) - Turquie (15) - Ukraine (38) |

## Compétition

### Résultats

#### Hommes
| Épreuves | Or                                                                                  | Argent                                                                                       | Bronze                                                                    |
| --- | ----------------------------------------------------------------------------------- | -------------------------------------------------------------------------------------------- | ------------------------------------------------------------------------- |
| 60 m | Jimmy Vicaut 6 s 48 (WL)                                                            | James Dasaolu 6 s 48 (=WL)                                                                   | Michael Tumi 6 s 52                                                       |
| 400 m | Pavel Maslák 45 s 66 (NR, EL)                                                       | Nigel Levine 46 s 21 (SB)                                                                    | Pavel Trenikhin 46 s 70                                                   |
| 800 m | Adam Kszczot 1 min 48 s 69                                                          | Kevin López 1 min 49 s 31                                                                    | Mukhtar Mohammed 1 min 49 s 60                                            |
| 1 500 m | Mahiedine Mekhissi-Benabbad 3 min 37 s 17                                           | İlham Özbilen 3 min 37 s 22 (SB)                                                             | Simon Denissel 3 min 37 s 70 (PB)                                         |
| 3 000 m | Hayle İbrahimov 7 min 49 s 74                                                       | Juan Carlos Higuero 7 min 50 s 26                                                            | Ciaran O'Lionaird 7 min 50 s 40 (PB)                                      |
| 60 m haies | Sergueï Choubenkov 7 s 49 (WL)                                                      | Paolo Dal Molin 7 s 51 (NR)                                                                  | Pascal Martinot-Lagarde 7 s 53 (=PB)                                      |
| Relais 4 × 400 m | Royaume-Uni Michael Bingham Richard Buck Nigel Levine Richard Strachan 3 min 5 s 78 | Russie Pavel Trenikhin Yuriy Trambovetskiy Konstantin Svechkar Vladimir Krasnov 3 min 6 s 96 | Tchéquie Daniel Němeček Josef Prorok Petr Lichý Pavel Maslák 3 min 7 s 64 |
| Saut en hauteur | Sergey Mudrov 2,35 m (PB)                                                           | Aleksey Dmitrik 2,33 m                                                                       | Jaroslav Bába 2,31 m (SB)                                                 |
| Saut à la perche | Renaud Lavillenie 6,01 m (WL)                                                       | Björn Otto 5,76 m                                                                            | Malte Mohr 5,76 m                                                         |
| Saut en longueur | Aleksandr Menkov 8,31 m (WL)                                                        | Michel Tornéus 8,29 m (NR)                                                                   | Christian Reif 8,07 m                                                     |
| Triple saut | Daniele Greco 17,70 m (WL)                                                          | Rouslan Samitov 17,30 m (PB)                                                                 | Aleksey Fedorov 17,12 m (PB)                                              |
| Lancer du poids | Asmir Kolašinac 20,62 m (SB)                                                        | Hamza Alić 20,34 m (PB)                                                                      | Ladislav Prášil 20,29 m                                                   |
| Heptathlon | Eelco Sintnicolaas 6 372 pts (WL, NR)                                               | Kévin Mayer 6 297 pts (PB)                                                                   | Mihail Dudaš 6 099 pts (NR)                                               |
| Records et Performances - AR : Record continental (area record) - CR : Record des championnats (championship record) - MR : Record du meeting (meet record) - NR : Record national (national record) - OR : Record olympique (olympic record) - PR : Record paralympique (paralympic record) - PB : Record personnel (personal best) - SB : Meilleure performance personnelle de la saison (season's best) - WL : Meilleure performance mondiale de l'année (world leader) - WJR : Record du monde junior (world junior record) - WR : Record du monde (world record) Circonstances et Conditions - DNF : N'a pas terminé (did not finish) - DNS : N'a pas pris le départ (did not start) - DQ : Disqualification (disqualification) - NM : Aucun essai valable enregistré (No Mark) - Q : Qualifié « directement » au prochain tour (ou à la prochaine compétition), lors d'une compétition majeure, grâce au classement ou à la réalisation des minima (automatic qualifier) - q : Qualifié au prochain tour (ou à la prochaine compétition), lors d'une compétition majeure, grâce au repêchage ou à la réalisation de l'une des meilleures performances parmi celles des « non qualifiés directement » (grâce au meilleur temps ou à la meilleure distance par exemple) (secondary qualifier) |                                                                                     |                                                                                              |                                                                           |

#### Femmes
| saut a la perche | Or | Argent                                                                                      | Bronze                                                                                         |
| --- | --- | ------------------------------------------------------------------------------------------- | ---------------------------------------------------------------------------------------------- |
| 60 m | Mariya Ryemyen 7 s 10 (=PB)                                                                               | Myriam Soumaré 7 s 11                                                                       | Ivet Lalova 7 s 12 (=SB)                                                                       |
| 400 m | Perri Shakes-Drayton 50 s 85 (WL)                                                                         | Eilidh Child 51 s 45 (PB)                                                                   | Moa Hjelmer 52 s 04 (NR)                                                                       |
| 800 m | Nataliya Lupu 2 min 0 s 26 (SB)                                                                           | Elena Kotulskaya 2 min 0 s 98                                                               | Maryna Arzamasava 2 min 1 s 21 (SB)                                                            |
| 1 500 m | Abeba Aregawi 4 min 4 s 47                                                                                | Isabel Macías 4 min 14 s 19                                                                 | Katarzyna Broniatowska 4 min 14 s 30                                                           |
| 3 000 m | Sara Moreira 8 min 58 s 50                                                                                | Corinna Harrer 9 min 0 s 50                                                                 | Fionnuala Britton 9 min 0 s 54                                                                 |
| 60 m haies | Alina Talay 7 s 94 (=PB)                                                                                  | Veronica Borsi 7 s 94 (NR)                                                                  | Derval O'Rourke 7 s 95 (=SB)                                                                   |
| Relais 4 × 400 m | Grande-Bretagne Eilidh Child Shana Cox Christine Ohuruogu Perri Shakes-Drayton 3 min 27 s 56 (WL, NR, CR) | Russie Olga Tovarnova Tatyana Veshkurova Nadezhda Kotlyarova Kseniya Zadorina 3 min 28 s 18 | République tchèque Denisa Rosolová Jitka Bartonicková Lenka Masná Zuzana Hejnová 3 min 28 s 49 |
| Saut en hauteur | Ruth Beitia 1,99 m (SB)                                                                                   | Ebba Jungmark 1,96 m (=PB)                                                                  | Emma Green Tregaro 1,96 m (SB)                                                                 |
| Saut à la perche | Holly Bleasdale 4,67 m                                                                                    | Anna Rogowska 4,67 m (SB)                                                                   | Anzhelika Sidorova 4,62 m (PB)                                                                 |
| Saut en longueur | Darya Klishina 7,01 m (WL)                                                                                | Éloyse Lesueur 6,90 m (NR)                                                                  | Erica Jarder 6,71 m (PB)                                                                       |
| Triple saut | Olha Saladuha 14,88 m (WL, NR)                                                                            | Irina Gumenyuk 14,30 m                                                                      | Simona La Mantia 14,26 m (SB)                                                                  |
| Lancer du poids | Christina Schwanitz 19,25 m                                                                               | Alena Kopets 18,85 m                                                                        | Chiara Rosa 18,37 m (SB)                                                                       |
| Pentathlon | Antoinette Nana Djimou 4 666 pts                                                                          | Yana Maksimava 4 658 pts (PB)                                                               | Hanna Melnychenko 4 608 pts                                                                    |
| Records et Performances - AR : Record continental (area record) - CR : Record des championnats (championship record) - MR : Record du meeting (meet record) - NR : Record national (national record) - OR : Record olympique (olympic record) - PR : Record paralympique (paralympic record) - PB : Record personnel (personal best) - SB : Meilleure performance personnelle de la saison (season's best) - WL : Meilleure performance mondiale de l'année (world leader) - WJR : Record du monde junior (world junior record) - WR : Record du monde (world record) Circonstances et Conditions - DNF : N'a pas terminé (did not finish) - DNS : N'a pas pris le départ (did not start) - DQ : Disqualification (disqualification) - NM : Aucun essai valable enregistré (No Mark) - Q : Qualifié « directement » au prochain tour (ou à la prochaine compétition), lors d'une compétition majeure, grâce au classement ou à la réalisation des minima (automatic qualifier) - q : Qualifié au prochain tour (ou à la prochaine compétition), lors d'une compétition majeure, grâce au repêchage ou à la réalisation de l'une des meilleures performances parmi celles des « non qualifiés directement » (grâce au meilleur temps ou à la meilleure distance par exemple) (secondary qualifier) | |                                                                                             |                                                                                                |

### Tableau des médailles
| Rang  | Nation             | Or | Argent | Bronze | Total |
| ----- | ------------------ | -- | ------ | ------ | ----- |
| 1     | Russie             | 4  | 6      | 3      | 13    |
| 2     | France             | 4  | 3      | 2      | 9     |
| 3     | Royaume-Uni        | 4  | 3      | 1      | 8     |
| 4     | Ukraine            | 3  | 0      | 1      | 4     |
| 5     | Espagne            | 1  | 3      | 0      | 4     |
| 6     | Suède              | 1  | 2      | 3      | 6     |
| 7     | Biélorussie        | 1  | 3      | 1      | 5     |
| 7     | Allemagne          | 1  | 2      | 2      | 5     |
| 9     | Italie             | 1  | 1      | 4      | 6     |
| 10    | Pologne            | 1  | 1      | 1      | 3     |
| 11    | Tchéquie           | 1  | 0      | 4      | 5     |
| 12    | Serbie             | 1  | 0      | 1      | 2     |
| 13    | Pays-Bas           | 1  | 0      | 0      | 1     |
| 13    | Azerbaïdjan        | 1  | 0      | 0      | 1     |
| 13    | Portugal           | 1  | 0      | 0      | 1     |
| 16    | Bosnie-Herzégovine | 0  | 1      | 0      | 1     |
| 16    | Turquie            | 0  | 1      | 0      | 1     |
| 18    | Irlande            | 0  | 0      | 2      | 2     |
| 19    | Bulgarie           | 0  | 0      | 1      | 1     |
| Total | Total              | 26 | 26     | 26     | 78    |